# American Behavioral Scientist
American Behavioral Scientist és una revista acadèmica que publica articles relacionats amb les ciències socials i conductistes. L'editora és Laura Lawrie. Va ser fundada el 1957 i és actualment publicada per SAGE Publicacions.

## Abstracting I indexació
És indexada a Scopus i a la Social Sciences Citation Index. Segons l'edició 2014 de Journal Citations Reports, el seu factor d'impacte és 1.766, sent la 15a de 95 revistes en la categoria "Social Sciences, Interdisciplinar, i la 54 de 119 en la categoria "Psychology, Clinical".